# 더 맨 (1950년 영화)
《더 맨》(영어: The Men)은 1950년 개봉된 미국의 영화이다.

## 출연
- 말론 브란도 - 켄
- 테리사 라이트 - 엘렌
- 에버렛 슬론 - 브락

## 한국판 성우진 (MBC, 1987년 8월 16일)
- 박일 - 켄(말론 브란도)
- 이경자 - 엘렌(테리사 라이트)
- 최병학 - 카머언(클리프 클라크)
- 정희선 - 엘렌의 엄마(도로시 트리)
- 한규희 - 브락(에버렛 슬론)
- 현길 - 레오(리처드 어드만)
- 이규연 - 엘렌의 아버지(하워드 세인트 존)
- 전국근 - 버틀러(잭 웹)
- 박태호 - 의사(노먼 커)
- 김태훈 - 파인(톰 길릭)
- 김진숙 - 간호사(버지니아 파머)
- 이인성 - 엔젤(아서 주라도)
- 박기량 - 건더슨(칼 루이스)
- 곽대홍 - 남성(레이 틸)